# Exploration of Energization and Radiation in Geospace
Pour les articles homonymes, voir ERG.
ERG (Exploration of energization and Radiation in Geospace) ou SPRINT B ou Arase est un petit  satellite scientifique japonais chargé d'étudier le cycle de vie des électrons relativistes (électrons accélérés à une vitesse proche de la vitesse de la lumière) dans la région de l'espace entourant la Terre et délimitée par la magnétopause, c'est-à-dire la zone ou le vent solaire vient buter sur la magnétosphère terrestre. Le satellite a été lancé le 20 décembre 2016 par un lanceur léger japonais Epsilon-2.

## La famille des satellites Sprint
ERG est le deuxième satellite d'une famille de mini-satellites, baptisée SPRINT, développée par l'agence spatiale japonaise, la JAXA, pour permettre le lancement de petites missions scientifiques (moins de 500 kg) ne nécessitant qu'un temps de développement très court. Cette famille de satellites doit partager la même plateforme adaptable. Il est prévu de lancer trois satellites de ce type en 5 ans.

## Objectifs de la mission
Les électrons relativistes sont créés par les orages magnétiques eux-mêmes générés au sein du champ magnétique terrestre par le vent solaire. Le satellite ERG doit observer à la fois les particules chargées électriquement sur une large gamme d'énergie et les ondes de plasma sur une bande de fréquence étendue. Le satellite emporte, pour la première fois sur un engin spatial, un instrument permettant d'observer l'échange d'énergie entre les particules et le plasma.

## Caractéristiques techniques
ERG a une masse de 365 kg et a la forme d'un parallélépipède de  1,5 x 1,5 x 2,7 m lorsqu'il est placé sur le lanceur. L'énergie est produite par 4 ailes solaires déployées en orbite qui fournissent 700 watts : deux d'entre elles comportent un seul panneau solaire et portent l'envergure à 5,2 mètres et deux autres comportent deux panneaux solaires et portent l'envergure à 6 mètres. Le satellite est en rotation et effectue un tour sur lui-même en 8 secondes. Le contrôle d'attitude est réalisé à l'aide d'un viseur d'étoiles et d'une centrale à inertie.

### Instruments scientifiques
Le satellite emporte 9 instruments scientifiques :
- Un détecteur d'électrons à très haute énergie  (XEP-e)
- Un détecteur d'électrons à haute énergie  (HEP-e)
- Un détecteur d'électrons à moyenne énergie  (MEP-e)
- Un détecteur d'électrons à basse énergie  (MEP-e)
- Un analyseur de masse d'ions à  moyenne énergie  (MEP-i)
- Un analyseur de masse d'ions à  basse énergie  (LEP-i)
- Un magnétomètre (MGF)
- Une expérience ondes de plasma (PWE)
- Un logiciel d'analyse des interactions d'ondes de particules (S-WPIA)

## Déroulement de la mission
Le satellite a été placé en orbite le 20 décembre 2016 (UTC) par un lanceur léger japonais Epsilon-2 tiré depuis la base de lancement d'Uchinoura. Ce tir est le deuxième du lanceur Epsilon et le premier de la version 2 qui apporte des améliorations importantes en faisant passer la charge utile en orbite basse de 1,2 tonne à 1,5 tonne. Le satellite a été placé sur une orbite haute fortement elliptique de 300 × 30 000 km pour une inclinaison de 31°. La mission doit durer au moins un an.